# Стефано Черіоні
Стефано Черіоні (італ. Stefano Cerioni, нар. 21 січня 1964, Мадрид, Іспанія) — італійський фехтувальник на рапірах, дворазовий олімпійський чемпіон (1984 та 1988 роки), бронзовий призер Олімпійських ігор (1984), чемпіон світу. Після завершення кар'єри очолював національні збірні Італії та Росії.

## Кар'єра

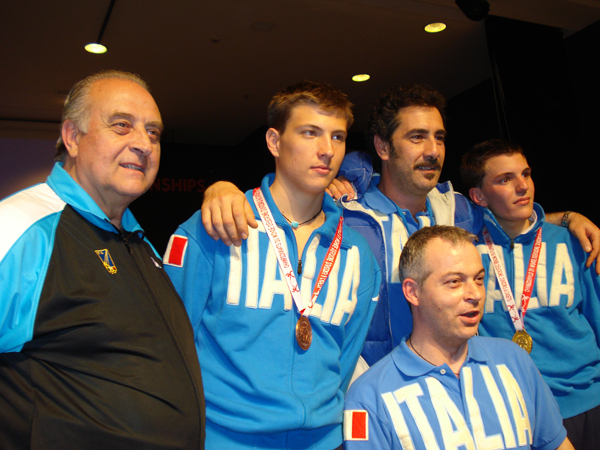
З юніорською збірною Італії в 2007 році

Черіоні народився 1964 року в Мадриді, де працював його тато. Його батьки повернулися до Єзі, коли він був дитиною. Навчався фехтувати в Ецціо Трікколі, друга сім'ї, який також навчав майбутніх олімпійських чемпіонок Валентину Веццалі та Джованну Трілліні у їхні ранні роки. Практикуючись у фехтування на шаблях та рапірах, спортсмен віддав перевагу рапірі.
У 1983 на юнацькому чемпіонаті світу, що проходив у Будапешті, виграв срібну медаль, а через рік у Ленінграді вже став чемпіоном. На своїх дебютних Олімпійських іграх у 1984 році дійшов до півфіналу, де зустрівся зі своїм співвітчизником Мауро Нумою. Незважаючи на перевагу 6:1 у першому періоді, спортсмен програв з рахунком 9:11. У бронзовому фіналі Стефано впевнено переміг французького фехтувальника Фредеріко П'єтружку 10:5. Окрім цього він став олімпійським чемпіоном у командному турнірі.
Наступного року на чемпіонаті світу в півфіналі програв партнеру по команді Андреа Кіпрессі. У сутичці за бронзу програв через дискваліфікацію за неспортивну поведінку. У командному турнірі здобув золото та вперше в кар'єрі став чемпіоном світу. Черіоні дістав рік дискваліфікації через те що дуже бурхливо апелював до судді та звинувачував їх в упередженості під час свого бою з Йоахімом Вентом на чемпіонаті світу 1986 року. Після свого повернення спортсмен виграв Кубок світу з фехтування сезону 1987–88. На Олімпійських іграх у Сеулі Стефано у півфіналі переміг триразового чемпіона світу Олександра Романькова, а у фіналі Удо Вагнера, та став олімпійським чемпіоном.
З командою завершили змагання лише на 7 місці.
У березні 1996 року помер його вчитель Ецціо Трікколі. Стефано очолив його фехтувальний клуб у Єзі, продовжуючи виступи за національну збірну. Останньою медаллю спортсмена на чемпіонатах світу стала командна бронза 1993 року в Кейптауні. У 2000 році, після 16 років у головній збірній, Черіоні вирішив завершити кар'єру та стати тренером. Найвідомішою його підопічною є Еліза ді Франциска, яка тренується у нього з 8 років. Після Олімпійських ігор 2004 року змінив Андреа Магро на посту головного тренера чоловічої збірної з фехтування на рапірах, а у 2008 році став тренером і жіночої збірної. Під його керівництвом на Олімпійських іграх 2012 збірна Італії з фехтування на рапірах виграла чоловічий та жіночий командні турніри, а у індивідуальному турнірі рапіристок зайняла весь подіум. Його підопічна Еліза ді Франциска стала дворазовою олімпійською чемпіонкою.

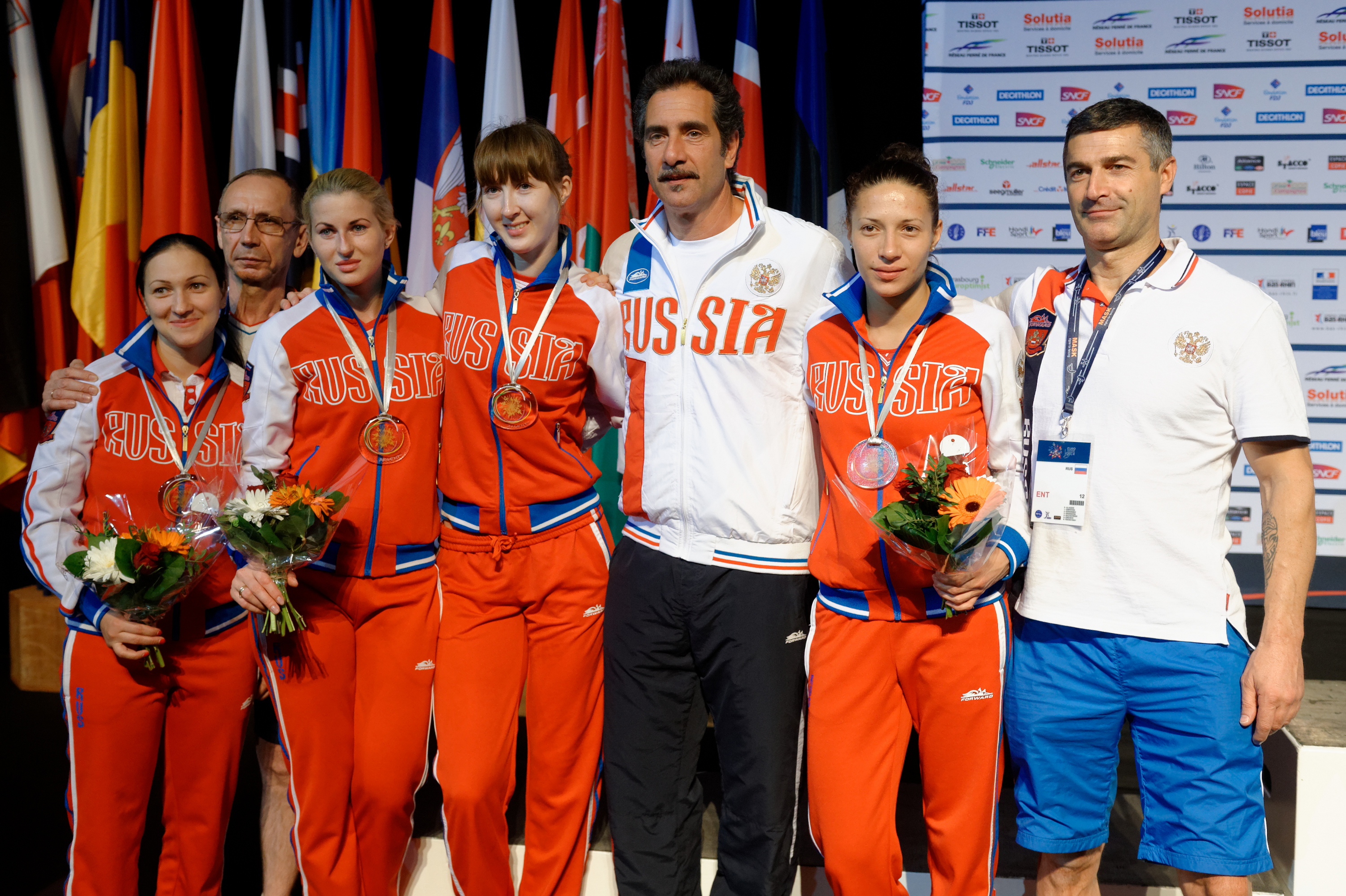
Черіоні та збірна Росії

У грудні 2012 року Черіоні прийняв пропозицію Федерації фехтування Росії очолити чоловічу та жіночу команди. Контракт був підписаний на чотири роки до кінця грудня 2016 року. Разом з собою Стефано з Італії взяв асистента Джованні Бортолаззо та тренера по фізичній підготовці Мауріціо Зомпареллі. Результатом роботи спеціалістів стало золото у чоловічій командній рапірі, індивідуальні золото Інни Дериглазової та бронза Тимура Сафіна на Олімпійських іграх 2016 року. Тренер та Федерація спільно вирішили не продовжувати співпрацю по закінченню чинного контракту.

## Виступи на Олімпіадах
| Олімпіада         | Дисципліна           | Місце |
| ----------------- | -------------------- | ----- |
| Лос-Анджелес 1984 | індивідуальна рапіра | 3     |
| Лос-Анджелес 1984 | командна рапіра      | 1     |
| Сеул 1988         | індивідуальна рапіра | 1     |
| Сеул 1988         | командна рапіра      | 7     |
| Барселона 1992    | індивідуальна рапіра | 17    |
| Барселона 1992    | командна рапіра      | 6     |
| Атланта 1996      | індивідуальна рапіра | 18    |
| Атланта 1996      | командна рапіра      | 8     |